# M/S Thorbjørn
M/S Thorbjørn är ett norskt fartyg som ägs av Arbeidernes ungdomsfylking. Vid Arbeidernes ungdomsfylkings årliga sommarläger pendlar fartyget mellan ön Utøya och Utøykaia på fastlandet.
Fartyget byggdes på Oskarshamns Varv och sjösattes 1948. Det hette tidigare Rasmus och köptes av Arbeidernes ungdomsfylking 1997 för 250 000 svenska kronor. Färjan är certifierad för 50 passagerare och kan transportera mindre fordon.

## Fartygets historia
Innan fartyget byggdes om till en civil färja, var det en militär landstigningsbåt av L-50-typ. Båtarna användes av den svenska flottan och av det svenska Kustartilleriet från 1950-talet till 1980-talet. L50-båtarna används av kustjägare för snabb landsättning av personal under beskjutning.

### Terrorattentaten i Norge 2011
M/S Thorbjørn användes av Anders Behring Breivik för att komma till Utøya innan attacken mot sommarlägret den 22 juli 2011. Kapten på M/S Thorbjørn var Jon Olsen, vars sambo Monica Bøsei blev det första dödsoffret på Utøya.
Några minuter efter att de första skotten avfyrades lämnade fartyget ön med nio personer ombord.

## Bilder

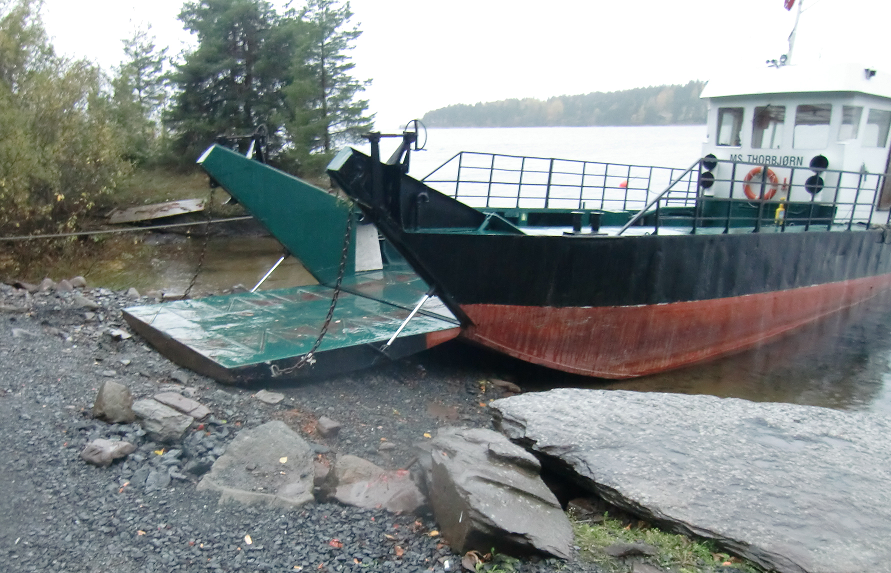
Babordssidan.
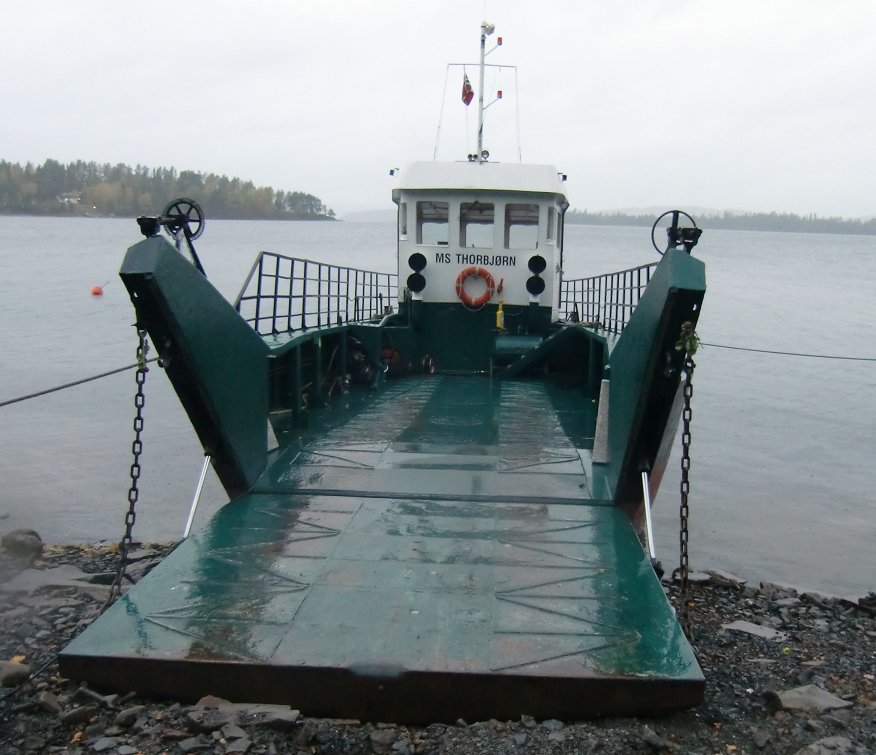
Bogen.
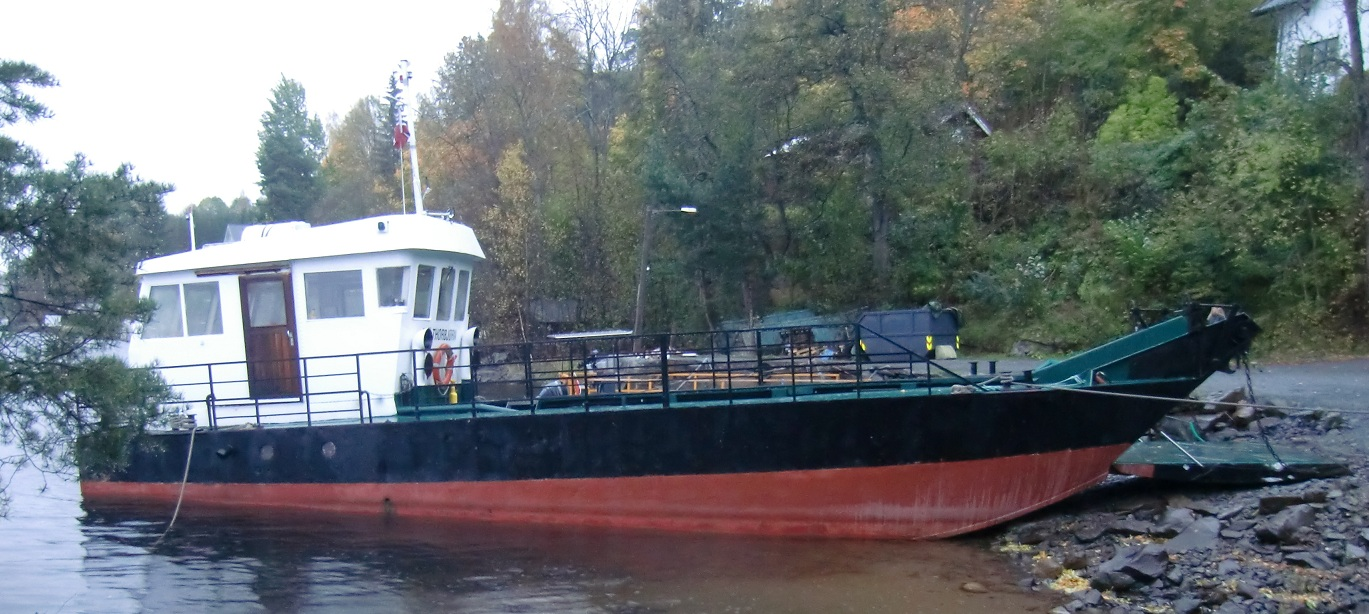
Styrbordssidan.
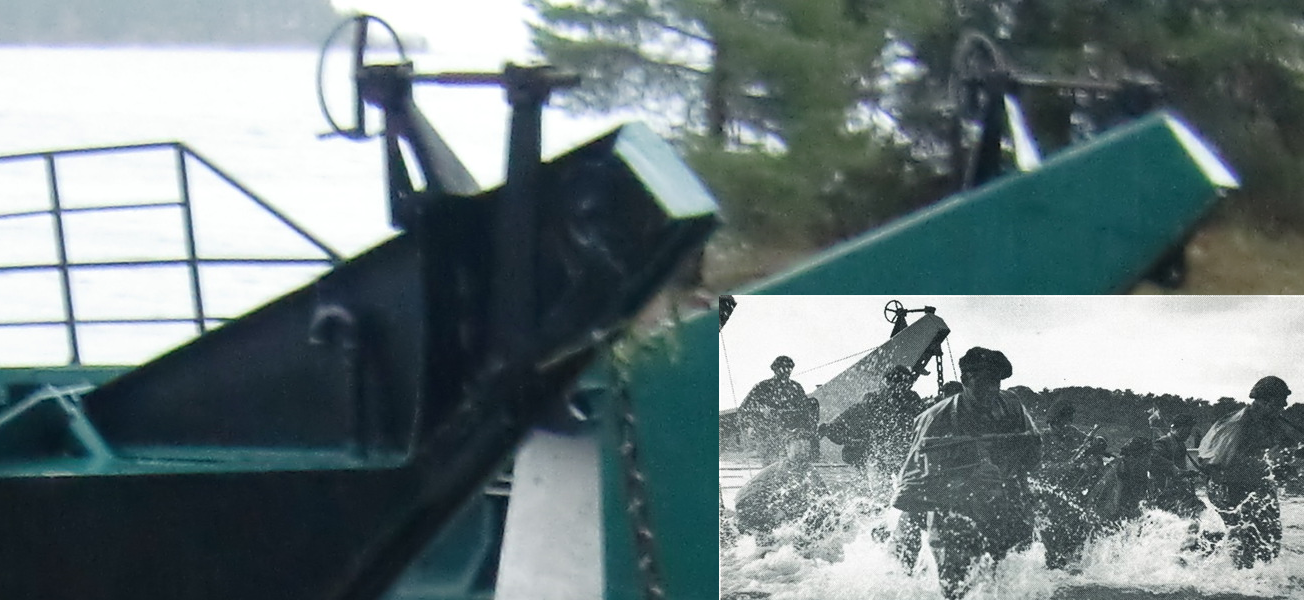
Bogen före och efter ombyggnaden.